# Отрар (гостиница)
«Отрар» — четырёхзвездочная гостиница, расположенная в центре города Алматы. Является памятником архитектуры местного значения.

## История
Гостиница «Отрар» высшего класса была построена в 1981 году для приёма иностранных гостей, по заказу Главного управления по иностранному туризму при Совете Министров Казахской ССР (Главинтурист Казахской ССР).

### Строительство гостиницы
В 1969 году по инициативе первого секретаря ЦК Компартии Казахстана Динмумухамеда Кунаева принято решение возвести новую гостиницу, столичный статус города Алматы обязывал иметь определённый набор инфраструктурных объектов. В 1970 году заказ на проектирование гостиницы разместило «Главное управление по иностранному туризму при Совете Министров Казахской ССР», который был направлен в институт «Алматыгипрогор». Автором проекта и главным архитектором гостиницы «Отрар» стал Кабылбаев, Мадениет Рапихович.
Первоначально предусматривалось строительство типового интуристского отеля, здания высотой в четырнадцать этажей на 1000 мест. В течение первых лет работа над проектом прерывалась на различные согласования. Здание планировали построить в начале 1970-х годов, финансирование должен был осуществлять Госплан СССР. Одновременно в стране началась подготовка к летней Олимпиаде-1980, что потребовало больших затрат на её проведение. В связи с этим бюджет многих региональных союзных проектов стал сокращаться. Сокращение коснулось и будущего алматинского «Интуриста». Было решено, что общая стоимость строительства не должна превысить сумму в 3 миллиона рублей. Финансированием строительства занялась сама республика, тогда в компетенции бюджета Казахской ССР были стройки стоимостью 3 млн.рублей. Архитекторам пришлось сократить количество мест до 363, а здание гостиницы стало пятиэтажным. После утверждения нового проекта, в 1976 году было начато строительство.
Основные строительные работы были завершены в течение нескольких лет, рабочие уже приступали к наружной отделке здания. И тогда архитектора Мадениета Кабылбаева вызвали в ЦК Компартии Казахстана на приём к первому руководителю республики Динмумухамеду Кунаеву. Кунаев рассказал, что во время визита во Вьетнам видел интересный проект гостиницы в национальном стиле, имеющий на первом этаже выносные конструкции. Он показал архитектору один из номеров журнала «Вьетнам», на обложке которого была фотография отеля. Кунаев спросил: «Сможешь сделать что-то подобное в твоём „Интуристе“? С одной стороны давай разместим кафе-мороженое для детей, с другой — небольшой бар с разливным пивом. Как считаешь, возможно такое изменение проекта?». После чего, архитектор снова начал работу над проектом. Были запроектированы выносные конструкции и вход, а для завершения композиции был добавлен декоративный элемент — арка в виде подковы, подчёркивающая входную группу. Появившийся вынос потребовал более серьёзного изменения внешнего вида гостиницы. Пришлось отказаться от выносных балконов, они плохо сочетались с конструкциями первого этажа. Арка в виде подковы сама подсказала идею изменения формы балконов. Архитектор сделал их закруглёнными. Оконные проёмы были украшены выносным декоративным арочным элементом. Данные изменения проекта позволили создать неповторимый восточный колорит «Отрара», ставшего гостиницей самобытным обликом, выполненным в национальном стиле.

#### Особенности
Строительство здания велось по экспериментальной технологии, придуманной казахстанскими инженерами. Впервые сборные железобетонные унифицированные каркасы были применены при строительстве здания «Алматыгипрогор». Вторым объектом, построенным по новой технологии, стала гостиница «Отрар». Огромные Н-образные конструкции изготавливались на «Алматинском заводе железобетонных изделий». На строительную площадку они поступали как готовые элементы, строителям оставалось лишь надёжно сварить конструкцию. Такая технология обеспечивала скорость строительства и придавала готовому объекту повышенную прочность.

#### Интерьер
Наружная облицовка здания выполнена из стенового мангистауского ракушечника и гранита. Внутренняя отделка гостиницы «Отрар» была осуществлена коллективом художников под руководством Арыстана Кайнарбаева, применены мрамор и художественная керамика. С учётом внешнего вида гостиницы оформление интерьера холлов, коридоров и ресторана создавался в национальном стиле. Внутренняя часть входной группы, выполненной в виде арки, украшена изысканной мозаикой, в оформлении которой нашли отражение элементы национального казахского декора. Второй зал ресторана стилизован под казахскую юрту и украшен оригинальными настенными росписями в национальном стиле.

#### Награды
Во время завершения строительства, объект будущей гостиницы был взят под личный контроль председателя алматинского горисполкома Ануара Жакупова. Каждую субботу проводились планёрки с участием высокого начальства. На одной из таких планёрок произошел конфликт (спор) между главным архитектором и строителями. В результате главный архитектор Мадениет Кабылбаев не выдержал, махнул рукой и сказал: «Дальше проектируйте сами», — развернулся и ушёл. Этого ему Жакупов не простил и в дальнейшем припомнил. В 1979 году строительство заканчивалось, на объекте начались отделочные работы. Кабылбаева назначили директором союзного проектного института «Казгипроторг». Авторский надзор за окончанием строительства передали другому архитектору — С.В Кохановичу, которого сделали соавтором. По окончании строительства за удачный объект «Алматыгипрогор» выдвинул Мадениета Кабылбаева на получение звание заслуженного архитектора Казахской ССР. Когда список попал на утверждение в горисполком к Жакупову, фамилию Кабылбаева вычеркнули, а звание заслуженного архитектора Казахской ССР за гостиницу присвоили Кохановичу.

## Характеристика
По оригинальному проекту в здании были предусмотрены 186 номеров (363 места), кинозал (70 мест), магазин сувениров, бильярдная, сауны (парные) с бассейном. В отдельном круглом 2-этажном здании, соединённым с главным корпусом, размещен ресторан с двумя банкетными залами (на 156 мест), кафе национальных блюд.

#### Настоящее время
В современном «Отраре» имеются 161 комфортабельный номер (одноместные, двухместные, бизнес и люкс номера), оснащенные всем необходимым. Каждый номер располагает ванной комнатой, оснащен мини-баром, спутниковым телевидением, холодильником, кондиционером, бесплатным Wi-Fi. Номера оформлены в классическом стиле, в которых был выполнен капитальный ремонт. Гостиница как и прежде располагает сауной, бильярдной и бесплатным тренажерным залом. В ресторане подают блюда казахской и европейской кухни, а также ежедневно сервируют завтрак «шведский стол». В стильном лобби-баре подают напитки и закуски в течение дня, а различные сорта пива можно заказать в баре в подвале.

## Расположение
Гостиница «Отрар» расположена на улице Гоголя, д. 73. Недалеко от гостиницы находятся банный оздоровительный комплекс Арасан, Зелёный базар и Центральный парк культуры и отдыха им. Горького. Рядом расположены Парк имени 28-ми Гвардейцев-Панфиловцев и Вознесенский собор.

## Памятник архитектуры
Здание гостиницы «Отрар» имеет статус памятника архитектуры, здание входит в Государственный список памятников истории и культуры местного значения города Алматы.